# Никос Кесанлис
Нѝкос Кесанлѝс (на гръцки: Νίκος Κεσσανλής) е гръцки художник и професор, ректор на Атинското училище за изящни изкуства.

## Биография
Роден е в 1930 година в големия македонски град Солун. Мести се в Атина в 1950 година, за да учи живопис в Атинското училище за изящни изкуства до 1955 година. Чиракува в работилницата на Янис Моралис, докато работи като асистент на Янис Спиропулос и Никос Николау. В 1952 година участва в Панелинската изложба с три свои творби.
Продължава обучението си в Рим, във Висшия инситут за консервация и реставрация и работи като консерватор по реставрацията на стенописите в църквата „Еремитани“ в Падуа. Първата си самостоятелна изложба представя в 1957 година в галерия „Обелиско” в Рим, чийто каталог е предговорен от изкуствоведа Джулио Карло Арган, а в 1958 година излага първата си неформална творба на Венецианското биенале.
В 1959 година получава първа награда „Амедео Модилиани“ в Ливорно и решава да се установи за постоянно в Париж, където се сприятелява с Пиер Рестани.
В 1961 година печели европейската награда „Премио Лисоне“ и почетно отличие на биеналето в Сао Пауло. В 1962 година излага и първата си парижка самостоятелна изложба, като същевременно продължава да излага в Италия.
Паралелно експериментира с фотографията и в 1965 година представя „Фантасмагория на идентичността“ в Берлин, Париж и Рим.
В 1981 година е избран за професор в Атинското училище за изящни изкуства и се установява за постоянно в Атина в началото на следващата година. Той е и ректор на училището до 1996 година.
Не спира да експериментира с техники и методи, като успява да надхвърли традиционните средства за рисуване и да бъде в челните редици на авангарда през цялата си кариера – от „информел“ и „мек ар“ до фотомеханични произведения върху платно или цимент.
Умира в 2004 година в Атина.